# Distoleon asiricus
Distoleon asiricus is een insect uit de familie van de mierenleeuwen (Myrmeleontidae), die tot de orde netvleugeligen (Neuroptera) behoort. 
Distoleon asiricus is voor het eerst wetenschappelijk beschreven door Hölzel in 1983.